# Seymour Duncan
Seymour Duncan är ett amerikanskt företag mest känt för sina gitarrpickuper, men tillverkar även effektpedaler i viss mån. Företaget grundades i slutet av 1978 av gitarristen och instrumentmakaren Seymour W. Duncan tillsammans med sin dåvarande fru Cathy Carter Duncan i Goleta i Kalifornien. Mellan 1983 och 1984 började Seymour Duncan-pickuperna bli standard i Kramer Guitars gitarrer tillsammans med Floyd Roses svajarm.
Företaget producerar ett stort antal pickuper för både gitarr och bas, både single coils och humbuckers finns i sortimentet. Några exempel på Seymour Duncan-pickuper är '59, Little '59, Hot Rails, Big Dipper, Invader, Jazz, JB, Alnico Pro II, Blackout och Pearly Gates. Kända artister som förknippas med Seymour Duncan-pickuper är John Norum, Jeff Beck, David Gilmour, Slash, Josh Homme, Dave Mustaine, Mark Hoppus, Tom DeLonge, Billie Joe Armstrong, Synyster Gates, Pete Wentz, Wayne Static, Zacky Vengeance, Angus Young, Mick Thomson, Yngwie Malmsteen, Dimebag Darrell och Kurt Cobain.
Under 1980- och 1990-talen tillverkade Seymour Duncan även gitarrförstärkare, dock varade det inte länge på grund av företagets brist på rykte som förstärkarmakare. Idag[när?] är förstärkarna väl respekterade och efterfrågade.